# 大川平三郎
大川 平三郎（おおかわ へいざぶろう、万延元年10月25日〈1860年12月7日〉 - 1936年〈昭和11年〉12月30日）は、明治から昭和初期の実業家。王子製紙 (初代)はじめ数多くの製紙会社に関わったことから「日本の製紙王」と呼ばれ、「大川財閥」を築いた。位階勲等は正五位勲三等。
江戸時代の撃剣の免許取りで農民の出ながら武蔵国川越藩の剣術師範となった大川平兵衛は平三郎の祖父にあたる。

## 略歴

### 生い立ち、家族
大川平三郎は、川越藩三芳野村（現・埼玉県坂戸市横沼）で剣術道場を構えていた大川修三の次男として生まれる。道場は修三の父で撃剣の免許を取得した大川平兵衛の興したものである。平三郎の母は富岡製糸場を作った尾高惇忠の妹・みち子である。惇忠やみち子の妹の千代は、渋沢栄一の最初の妻であった。また、後に平三郎が妻とした照子は渋沢の庶子の一人である。惇忠の息子で平三郎の従弟にあたる銀行家の尾高次郎も、渋沢の庶子で照子と同母姉妹の文子を妻とし、さらに2人の次男である鉄雄が平三郎夫妻の養子となっている。

### 渋沢栄一家の書生に
剣術が顧みられなくなった時勢で、大川家の家計は苦しく、平三郎の母・みち子はよく妹の千代に金を無心した。平三郎は、13歳で東京に出て渋沢栄一の書生として渋沢家の掃除など雑用をこなしながら、本郷の壬申義塾や大学南校（現在の東京大学）でドイツ語や英語、歴史を学んだ。

### 製紙会社に入社
収入を稼いで実家に仕送りをするのが急務であった平三郎は、渋沢が中心となり創立した抄紙会社（後の王子製紙（初代））に1875年（明治8年）3月に15歳で入社、月給は全て仕送りにした。抄紙会社では製図工として採用されたが、「紙を抄く技術が最も大切な仕事であるはずだ」と志願して職工になり、努力を重ね外国人技師の技術を全て習得、日本人で最初の製紙技師となった。

### 渡米、藁を製紙原料にする技術を修得
1879年（明治12年）、大川は会社不振の原因を分析した建白書を提出、それが会社に認められ、同年7月に19歳で社命でアメリカに渡り、マサチューセッツ州ホルヨークのビーブ・ホルブルック製紙会社（Beebe & Holbrook Paper Mill）で働き、次にホワイティング製紙会社（Whiting Paper Company）に雇われた。この会社は主として筆記紙を製造するので大川の希望するところではなかったが、目的以外のことも経験しておけば、他日何かの役に立つであろうとしばらくここで働いた。次に、クロッカー・マニュファクチュア・カンパニー（Crocker Manufacturing Company）に移り8ヶ月ほど働いた。次にクロッカー社長の斡旋で、コネチカット州ターナーズフォールのモンテギュー製紙会社（Montague Paper Company）社で働き、麦藁を製紙原料にする技術を習得した。この間、見聞したことを細かく記録しておいて、2週間に一度、渋沢に状況を手紙で報告した。

### 帰国、製紙原料を藁に
1880年（明治13年）10月、1年余の実務研修を終え帰国した。当時、製紙原料は襤褸（ボロ布）で工場も原料を得やすい都市部にあったが、入手が困難になることが予想されていたため、原料を藁に替えるコストダウンを実行、20歳にして会社の副支配人に就いた。

### 技術調査のために渡欧、木質パルプを原料に
1884年（明治17年）5月、化学パルプの技術革新が起こった欧州に調査に赴いた。1885年（明治18年）9月に帰国。1886年（明治19年）10月、はじめて木材を煮て原料に混用、成績良好。1890年（明治23年）、試行錯誤の末、日本で最初の亜硫酸法による木材パルプの製造に成功、さらに木材チップを煮る釜を改良して「大川式ダイゼスター」を考案した。1893年（明治26年）に技術部門を担当する専務取締役に就任。

### 王子を去る、後に「日本の製紙王」に
しかし、1898年（明治31年）三井財閥が経営に参画したことから渋沢栄一は会長を退任、大川も王子を去った。

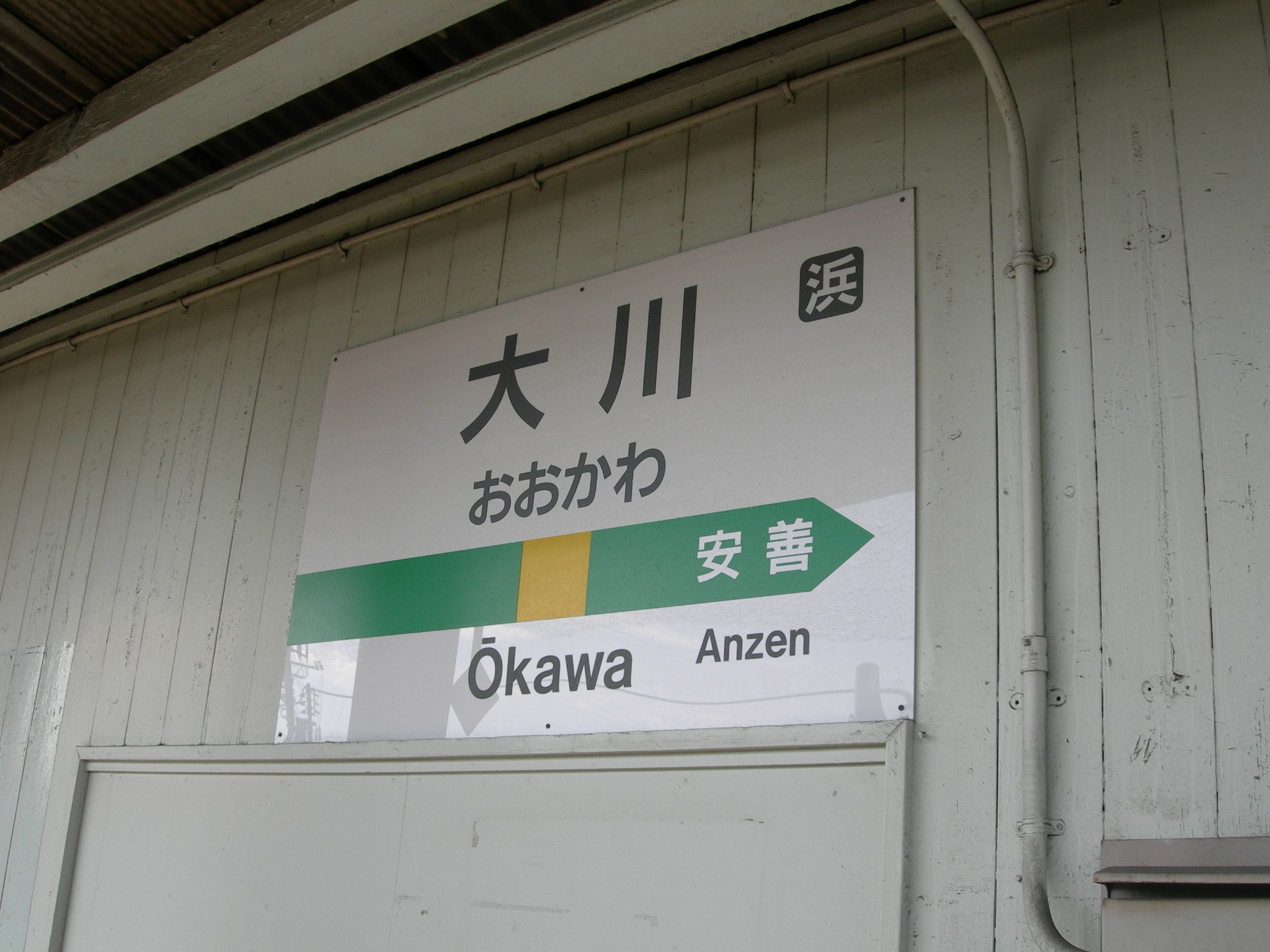
鶴見線の大川駅は大川平三郎にちなんで命名された。

大川は、彼と行動を共にした技術者・職工らと四日市製紙（三重県）に移籍。1901年（明治34年）に上海の製紙会社に招かれ、1903年（明治36年）に帰国した後は九州製紙（熊本県）の社長に就任。次いで1906年（明治39年）中央製紙（岐阜県）を、1908年（明治41年）木曽興業（長野県）を設立し、1908年四日市製紙の役員に復帰（1918年社長に就任）、1909年（明治42年）には中之島製紙（大阪府）の会長にも就任した。1914年（大正3年）樺太工業を設立、1919年（大正8年）には大手製紙会社富士製紙の社長に就任。この結果大川が経営する製紙会社は合計で国内市場の45%を握り、大川は「日本の製紙王」と呼ばれた。1933年（昭和8年）に王子製紙・富士製紙・樺太工業の3社が合併（「大王子製紙」発足）した際は、同社の相談役に就任した。

### 大川財閥
さらに浅野セメント（後の日本セメント、現・太平洋セメント）、札幌ビール、東洋汽船、日本鋼管、鶴見臨港鉄道（JR鶴見線）など80余の企業経営に携わり「大川財閥」を作り上げた。鶴見線の大川駅は彼の名前にちなんで命名された。大川駅所在地の大川町も、彼の姓から付けられた地名である

### 政治の世界に
濱口政権による金解禁に対しては、時期尚早として反対の立場をとった。
大川平三郎は、1928年（昭和3年）4月4日には貴族院議員に勅選され、交友倶楽部に所属して死去するまで在任した。

### 死去
1936年（昭和11年）12月30日死去、76歳。「大川財閥」は平三郎個人のカリスマ性を基盤にしていたため、平三郎一代で終焉を迎えた。墓所は東京都北区大龍寺。

## 家族
- 父方祖父・大川平兵衛
  - 父・大川修三
- 母方祖父・渋沢市郎右衛門
  - 母・みち子 - 渋沢栄一の従姉妹（みち子の母と渋沢の父が姉弟）。兄弟に尾高惇忠、尾高長七郎、渋沢平九郎。妹・千代の夫は渋沢栄一。
    - 兄・大川英太郎（1856年 - 1933年) - 日出紡織社長、大阪紡績取締役[23][24]
    - 大川平三郎
    - 妻・照子 - 渋沢栄一の庶子（四女）
      - 長男・大川義雄 - 高千穂製紙（現・日本パルプ工業）社長。子に競馬評論家大川慶次郎[注釈 1]
      - 長女・孝子 - 本州製紙社長・会長の田辺武次（1895年 - 1963年）の妻。田辺は宮城県出身、東京帝国大学卒業、三菱銀行、武州銀行をへて樺太工業入社、王子製紙と合併後副社長を務めた[26]。武次の兄嫁は田中栄八郎の娘。
      - 二女・てい子 - 市川毛織社長・迫本実の妻。
      - 養子・大川鉄雄 - 日本フエルト社長。樺太工業、王子製紙、武州銀行の重役も務めた。妻の甥（従兄弟の尾高次郎と文子（渋沢栄一の庶子）の二男）。鉄雄の実の兄弟には尾高豊作、尾高朝雄、尾高邦雄、尾高尚忠らがいる。

    - 弟・田中栄八郎 - 帝国銀行職員。四日市製紙、大島製鋼、南太平洋興業など24社以上の取締役、服部製作所、大日本人造肥料会社の社長、不動産の大川田中事務所副社長も務めた[24]。
      - 長女・栄子 - 夫の藤田好三郎は樺太工業専務で豊島園創業者[27]。
      - 二女・三保子 - 夫・田辺文之助は粕川水電、上毛電力の重役で、平三郎の娘婿の兄に当たる。
      - 三女・糸子 - 夫は男爵の万里小路元秀（万里小路正房の孫）[28]。[29]

## 郷里への貢献

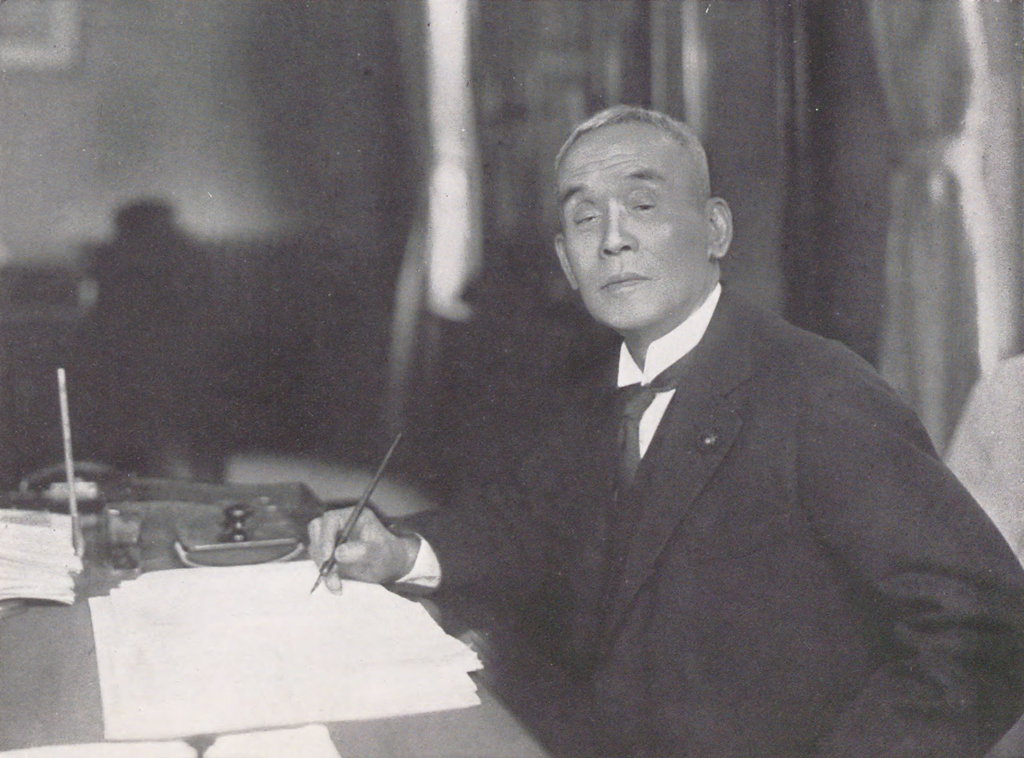
大川平三郎

埼玉県の産業界の要請で、銀行統合が行われ武州銀行が誕生すると、大川は請われて頭取に就任した。郷里の三芳野村（現・坂戸市）の困窮を救うため、財政支援を続け、教育や消防の施設購入に私財を注ぎ込んだ。特に郷里の学校の校舎の建築・校庭の整備に幾度なく巨費を投じた。坂戸市立三芳野小学校など数箇所に頌徳碑がある。
祖父・大川平兵衛の開いた道場は小畔川沿いの低地で、小畔川や越辺川はたびたび氾濫を繰り返した。1910年（明治43年）にも大洪水を引き起こした。このため1924年（大正13年）、全額私費で地元の原次郎の協力を得て、1.1kmの堤防を建設した。当時は、大河でさえ国の河川管理は稀であった。今日、それは「大川堤」と呼ばれ、大川道場跡は坂戸市の「大川平三郎翁記念公園」となっている。
また自身が貧しい幼年時代で、農村の衰退した現状を憂い、1924年（大正13年）に私財で「大川育英会」を立ち上げた。渋沢栄一もこの財団を創設から支えた。大川育英会は埼玉県出身の学生に奨学金を提供、就学の機会を与えている。

## 栄典
- 1928年（昭和3年）11月10日 - 勲三等瑞宝章[30]